# Shibataea strigosa
Shibataea strigosa är en gräsart som beskrevs av Tai Hui Wen. Shibataea strigosa ingår i släktet Shibataea och familjen gräs. Inga underarter finns listade i Catalogue of Life.